# アンドリュー・ウェルズ
アンドリュー・ウェルズ (Andrew Wells) は、『バフィー 〜恋する十字架〜』および『エンジェル』に登場する架空のキャラクター。演じた俳優はトム・レンク　(Tom Lenk)　。

## 特徴
空想癖がある小悪党。
サニーデール高校の学園祭でサルを使った騒ぎを起こした過去がある。
第3シーズンの『プロム・パーティ』で騒ぎを起こそうとしたタッカー・ウェルズの弟。
第6シーズンでウォーレン・ミアーズとジョナサン・レビンソンとともにギーク・トリオを結成、様々な悪事を行う。
第7シーズンでウィローにつかまったことでスクービー・ギャングの一員となる。

## 性格
一見純情な青年。ただし狡猾な面を併せ持つ。かなりの女好きでもある。

## 関連する人物
- ウォーレン・ミアーズ

ギーク・トリオのボス。
- ジョナサン・レビンソン

ギーク・トリオのメンバー。
- ザンダー・ハリス

アンドリューの親友。オタク的な面で気が合う。